# 김태완 (수화 통역사)
김태완은 대한민국의 KBS의 뉴스 수화통역사이다. 유일하게도 수화 통역사의 인터뷰 동영상은 없다.

## 방송
- KBS 930 뉴스 수화통역사
- EBS 정오뉴스 수화 통역사
- EBS 저녁뉴스 수화 통역사